# Lisa Pou
Lisa Pou (Fréjus, 28 maggio 1999) è una nuotatrice francese naturalizzata monegasca, specializzata nel nuoto di fondo.

## Biografia
Agli europei di Glasgow 2018 ha vinto il bronzo nella 5 km a squadre.
Nel 2023 Pou ha cambiato la sua nazionalità sportiva, iniziando a gareggiare per il Monaco. È diventata la prima nuotatrice monegasca a qualificarsi per i Giochi olimpici, nel 2024, dove ha raggiunto il 18º posto nella finale dei 10 km femminili. Nel 2025 sale sul terzo gradino del podio nella 10 km ai mondiali di Singapore, conquistando così la prima medaglia di sempre nella storia della competizione per il Principato di Monaco.

## Palmarès

### Per la Francia
- Europei

Glasgow 2018: bronzo nella 5 km a squadre.

### Per il Principato di Monaco
- Mondiali

Singapore 2025: bronzo nella 10 km.
- Giochi dei piccoli stati d'Europa

Andorra la Vella 2025: oro nei 1500m sl e nei 400m misti, argento negli 800m sl, bronzo nei 400m sl, nella 4x100m sl e nella 4x200m sl.